# Apioideae
Sous-famille
Les Apioideae sont une sous-famille de plantes à fleurs de la famille des Apiaceae. C'est la plus grande de la famille, comprenant plus de 400 genres et plus de 3 000 espèces selon Catalogue of Life (20 mai 2021). Apium est le genre type.

## Taxonomie
La sous-famille des Apioideae est décrite en 1866 par le botaniste allemand Berthold Carl Seemann.

## Tribus et sous-tribus
La sous-famille des Apioideae comprend les tribus et sous-tribus suivantes selon GRIN (20 mai 2021) :
- Aciphylleae
- Annesorhizeae
- Apieae
- Bupleureae
- Careae
- Chamaesieae
- Choritaenieae
- Coriandreae
- Echinophoreae
- Erigenieae
- Heteromorpheae
- Komarovieae
- Lichtensteinieae
- Marlothielleae
- Oenantheae
- Phlyctidocarpeae
- Pimpinelleae
- Pleurospermeae
- Pyramidoptereae
- Saniculeae
- Scandiceae
  - Daucinae
  - Ferulinae
  - Scandicinae
  - Torilidinae
- Selineae
- Smyrnieae
- Steganotaenieae
- Tordylieae
  - Tordyliinae